# Leukotrienrezeptor-Antagonist
Leukotrienrezeptor-Antagonisten (LTRA), auch als Leukotrienantagonisten (LRA) oder Antileukotriene bezeichnet, werden in der Asthma-Therapie eingesetzt. Sie bilden eine eigene Medikamentenklasse bzw. Wirkstoffgruppe.

## Einsatz
Leukotrien-Rezeptor-Antagonisten können bei der Therapie von leichtem bis mittelschwerem Asthma alternativ zu Kortisonbehandlungen zum Einsatz kommen, sind jedoch teilweise weniger wirksam. Bei chronischem Asthma werden sie als Anfallsvorbeugung eingesetzt. Des Weiteren kommen sie bei der Therapie der Rhinitis allergica zur Anwendung.
Sie können zur Minderung der Kortisonbelastung der Patienten eine Kortisonbehandlung ergänzen (Additiv zu Kortikosteroiden und Placebo).

## Wirkweise
LTRA binden an die Leukotrienrezeptoren (LTD4-Rezeptoren) im Lungensystem an und hemmen kompetitiv die Bindung von Leukotrienen an ihren Rezeptor in den Bronchien und die Aktivität von Cysteinylleukotrienen. Leukotriene bzw. Cysteinylleukotriene sind Entzündungsmediatoren, die an der Entstehung der Entzündung bei Asthma bronchiale beteiligt sind und auf die Atemwege bronchokonstriktiv (verengend) wirken und damit die Lungenfunktion verschlechtern.

## Substanzen
Folgende Substanzen können der Wirkstoffklasse zugeordnet werden:
- Ablukast
- Iralukast
- Masilukast
- Montelukast (Singulair®)[3]
- Pobilukast
- Pranlukast
- Tipelukast
- Tomelukast
- Verlukast
- Zafirlukast (Accolate®)
- im weiteren Sinne auch Zileuton (Zyflo®)

In Deutschland ist 2005 nur Montelukast zugelassen und verfügbar. Der Gemeinsame Bundesausschuss (G-BA) hat 2005 das Institut für Qualität und Wirtschaftlichkeit im Gesundheitswesen mit der Nutzenbewertung verschiedener in der Asthma-Therapie zugelassener Medikamente beauftragt. Dabei wurde der Einsatz von Montelukast allein oder in Kombination mit anderen Medikationen untersucht.